# Sebastian Fiechter
Sebastian Fiechter (* 3. Februar 1954 in Lörrach) ist ein deutscher Mineraloge, Kristallograph und (Elektro-)Chemiker. Er lehrt seit 2011 als Professor für Angewandte Geochemie an der Technischen Universität Berlin.

## Leben
Fiechter studierte von 1973 bis 1978 Mineralogie und Kristallographie an der Albert-Ludwigs-Universität Freiburg. Seine Dissertation verfasste er dort zur Kristallzüchtung ionenleitender Argyrodite vom Typ Cu6PS5Hal (Hal = Cl, Br, I) bei Rudolf Nitsche (1922–1996), wofür er 1983 den Goedecke-Forschungspreis verliehen bekam. Von 1983 bis 2008 war er unter Leitung von Helmut Tributsch als wissenschaftlicher Mitarbeiter und stellvertretender Abteilungsleiter am Hahn-Meitner-Institut in Berlin tätig, wo er zu solarer Energetik forschte. 2004 habilitierte er sich an der Technischen Universität Berlin. Seit 2012 ist er stellvertretender Leiter des Instituts „Solare Brennstoffe“ am Helmholtz-Zentrum Berlin für Materialien und Energie, dem Nachfolger des Hahn-Meitner-Instituts. Hier steht die Entwicklung neuer solarer Energiematerialien, Wasserspaltung und Kohlenstoffdioxidfixierung im Mittelpunkt.
Seine Forschungsschwerpunkte umfassen Photovoltaik und Elektrokatalyse (besonders die Entwicklung und die Erforschung von Katalysatoren für die elektrolytische und photokatalytische Wasserspaltung).

## Schriften
Veröffentlichungen in zahlreichen Fachzeitschriften, darunter Nature, Science und JACS
- Über Kristallzüchtung ionenleitender Argyrodite vom Typ Cu6PS5Hal (Hal = Cl, Br, I), 1982
- Halbleitende Metallsulfide mit Pyrit-, Molybdänit- und Chalkopyritstruktur : Materialentwicklung und Aspekte einer Nutzung in Photovoltaik und Elektrokatalyse, 2005

## Auszeichnungen
- Goedecke-Forschungspreis 1983